# Костуя
Ко́стуя — деревня в Любанском городском поселении Тосненского района Ленинградской области.

## История
Впервые упоминается в Писцовой книге Водской пятины 1500 года как деревня Кастуе в Ильинском Тигодском погосте Новгородского уезда.
В 1701 году «деревню Костую достальные дворы свейские воинские люди хоромное строение пожгли и разорили а скот и животы и всякой хлеб пограбили все без остатку».
В переписи 1710 года в Ильинском Тигодском погосте записана деревня Костуя, числящаяся за помещиками Путиловыми.
На карте Санкт-Петербургской губернии 1792 года А. М. Вильбрехта обозначена деревня Костя.

КОСТУЯ — деревня с усадьбой Костуйского сельского общества, прихода села Замостья.

Крестьянских дворов — 48. Строений — 197, в том числе жилых — 71. В усадьбе 5 домов, 2 жилых. 

Число жителей по семейным спискам 1879 г.: 125 м. п., 106 ж. п.; по приходским сведениям 1879 г.: 139 м. п., 116 ж. п.; в усадьбе: 1 м. п., 1 ж. п.; 

2 мелочных лавки. Питейный дом. (1884 год)

В конце XIX — начале XX века деревня административно относилась к Пельгорской волости 1-го стана 1-го земского участка Новгородского уезда Новгородской губернии.

КОСТУЯ — деревня Костуйского сельского общества, дворов — 77, жилых домов — 77, число жителей: 192 м. п., 224 ж. п. 

Занятия жителей — земледелие, отхожие промыслы. Часовня, хлебозапасный магазин, 4 мелочные лавки. 

КОСТУЯ — усадьба И. З. Захарова, жилых домов — 1, число жителей: 5 м. п., 2 ж. п. 

Занятия жителей — земледелие. Школа. (1907 год)

Согласно военно-топографической карте Петроградской и Новгородской губерний издания 1917 года деревня Костуя состояла из 18 крестьянских дворов. Рядом с деревней находились озёра: Чернушка и Беявское.
С 1917 по 1927 год деревня Костуя входила в состав Любанской волости Новгородского уезда Новгородской губернии.
С 1927 года в составе Замостьевского сельсовета Любанского района Ленинградской области.
С 1930 года в составе Тосненского района.

План деревни Костуя. 1931 год

Согласно топографической карте 1931 года деревня называлась Костово и насчитывала 113 дворов. В центре деревни находилась часовня.
По данным 1933 года деревня Костуя входила в состав Замостьевского сельсовета Тосненского района.
В 1940 году население деревни Костуя составляло 402 человека.
С 1 сентября 1941 года по 31 декабря 1943 года деревня находилась в оккупации.
С 1954 года в составе Пельгорского сельсовета.
В 1958 году население деревни Костуя составляло 140 человек.
По данным 1966 и 1973 годов деревня Костуя находилась в составе Пельгорского сельсовета.
По данным 1990 года деревня Костуя входила в состав Любанского сельсовета.
В 1997 году в деревне Костуя Любанской волости проживали 37 человек, в 2002 году — 72 человека (русские — 96 %). В 2007 году — 17.

## География
Деревня расположена в северо-восточной части района на автодороге 41А-004 (Павлово — Мга — Луга), к северу от центра поселения — города Любань.
Расстояние до административного центра поселения — 22 км.
Расстояние до ближайшей железнодорожной станции Любань — 21 км.
К востоку от деревни протекает река Мга, к западу — река Чудля. В деревне находится озеро Чёрное, к северо-востоку от деревни — озеро Белое.

## Демография
| 2007 | 2010 | 2017 |
| ---- | ---- | ---- |
| 17   | ↗60  | →60  |

## Улицы
Дорожная, Заозёрная, Лесная, Луговая, Молодёжная, Нижняя, Новая, Новосёлов, Озёрная, Полевая, Раздольная, Сиреневая, Сиреневый переулок, Солнечная, Тихая, Фермерская, Цветочная, Центральная, Шоссейная.